# Mutación consonántica
Una mutación consonántica es un tipo de cambio fonético que hace que dentro del paradigma flexivo o en combinación con ciertos clíticos una misma raíz presente diferentes sonidos consonánticos en la misma posición.

## Lenguas celtas
El fenómeno es especialmente conocido para algunas lenguas celtas donde la mutación consonántica inicial está relacionada con el género de una palabra. Siendo de hecho la fricativización o leninción de dicha consonante la única marca de género gramatical en algunos casos. Por ejemplo en irlandés donde existen varios tipos de mutaciones se tiene la siguiente mutación con un nombre acompañado de artículo:
bean 'mujer'
an bhean 'la mujer'
Esta mutación se originó debido a que el artículo acababa en vocal átona que fricativizó la consonante /b/. Al desaparecer dicha vocal átona, quedó como resto la consonante fricativizada.

## Lenguas africanas
También en las lenguas senegambianas (familia Níger-Congo) existe mutación inicial. En fulani, por ejemplo, la consonante inicial de muchos nombres varía de la forma singular a la forma plural:
| Singular | Singular    | Plural   | Plural        |
| -------- | ----------- | -------- | ------------- |
| pul-lo   | '[un] fula' | ful-ɓe   | '[los] fulas' |
| guj-jo   | 'ladrón'    | wuy-ɓe   | 'ladrones'    |
| gor-ko   | 'hombre'    | wor-ɓe   | 'hombres'     |
| huɗo     | 'hierba'    | kuɗoo-li | 'hierbas'     |
| warii    | 'jefe'      | ngarii   | 'jefes'       |